# Ернст Гидеон фрайхер фон Лаудон
Барон Ернст Гидеон фон Лаудон (на немски: Ernst Gideon Freiherr von Laudon; на чешки: Ernst Gideon svobodný pán von Laudon) (Тоотцен, дн. Лаудона) е фелдмаршал и изтъкнат военачалник от Австрийската империя през 18 век.